# Mnohonárodnostní stát
Mnohonárodnostní stát je označení zpravidla pro historické státy, jejichž území či kulturní a jazykové oblastech zahrnovaly vícero národů anebo národností (etnik). Mnohonárodnostní stát je tudíž etnicky nehomogenní, na rozdíl od národního státu, který je tvořen (převážně) jedním národem (národností).
Obyvatelstvo mnohonárodnostního státu tvoří kromě společného státního občanství také právní společenství, a to i v případě, že je tento stát tvořen různými národnostními skupinami.